# Moses Kimeli Arusei
Moses Kimeli Arusei (* 1983) ist ein kenianischer Marathonläufer.
2005 gewann er den Dresden-Marathon. Im Jahr darauf siegte er beim Alexander-der-Große-Marathon und wurde Zweiter beim Frankfurt-Marathon. 2008 verbesserte er als Zweiter des Paris-Marathons seinen persönlichen Rekord um mehr als dreieinhalb Minuten auf 2:06:50 h und belegte beim Rotterdam-Halbmarathon den 14. Platz, und 2009 siegte er beim Seoul International Marathon in 2:07:54. und wurde Vierter beim Gyeongju International Marathon.
2011 stellte er beim Madrid-Marathon einen Streckenrekord auf, 2012 wurde er bei dieser Veranstaltung Siebter.

## Persönliche Bestzeiten
- Halbmarathon: 1:01:31 h, 14. September 2008, Rotterdam
- Marathon: 2:06:50 h, 6. April 2008, Paris